# Philip Parker King
Pour les articles homonymes, voir King.
William Phillip Parker King, né le 13 décembre 1791 sur l'île de Norfolk et mort le 26 février 1856 à Sydney, est un navigateur, hydrographe et explorateur britannique. 
Un des premiers explorateur des côtes australiennes, il visite également la Patagonie et la Terre de Feu.

## Biographie
Fils de Philip Gidley King, il fait ses études en Angleterre puis entre dans la Royal Navy en 1807. Lieutenant (1814), il est chargé de compléter les relevés côtiers de Matthew Flinders et effectue ainsi quatre voyages en Australie de 1817 à 1822 avec Allan Cunningham. Commandant (1822), il publie la première étude de climatologie et d'hydrographie sur l'Australie On the maritime geography of Australia. 
De 1826 à 1830, avec Robert FitzRoy, il effectue les relevés topographiques des côtes entre l'Argentine et le Chili, du détroit de Torrès et du littoral américain du Rio de la Plata à la Terre de Feu. Il donne son nom à Port Essington et collecte aussi de nombreux insectes australiens. 
Il s'installe ensuite à Sydney où il étudie la pression, la température et l'humidité de l'air. Il est promu amiral en 1848. 
Jules Verne le mentionne dans ses romans Vingt Mille Lieues sous les mers (partie 1, chapitre XX), Les Enfants du capitaine Grant (partie 2, chapitre IV) et En Magellanie (chapitre III).

## Taxons et espèces décrits en son honneur
- genre Kingia, plante endémique d'Australie-Occidentale ;
- espèce Disteira kingii, serpent marin de la famille des Elapidae originaire des côtes de l'Australie et de la Papouasie-Nouvelle-Guinée.
- Dendrobium kingianum, une orchidée d'Australie orientale.
- Chlamydosaurus kingii[3] : lézard à collerette

## Œuvres
- 1818 : Narrative of a Survey of the Intertropical and Western Coasts of Australia, vol. 1  (texte intégral).
- 1822 : Narrative of a Survey of the Intertropical and Western Coasts of Australia, vol. 2 (texte intégral).